# Bamber Bridge
Bamber Bridge est un village situé dans le comté du Lancashire, en Angleterre.